# Gosheim
Gosheim é um município alemão no distrito de Tuttlingen, na região administrativa de Friburgo no estado federado de Baden-Württemberg. Está localizado no sopé do Lemberg, o monte mais alto dos Alpes Suábios.